# Jessen (Elster)
Jessen (Elster) är en tysk stad och kommun vid floden Schwarze Elster i distriktet (Landkreis) Wittenberg i förbundslandet Sachsen-Anhalt. Förutom själva staden ingår flera byar i kommunen. Kommuner som uppgått i Jessen (Elster) sedan 2010 är Naundorf bei Seyda uppgick 2010 samt Klöden och Schützberg uppgick 2011.
Samhället etablerades intill en borg. Borgen ägdes under medeltiden av en adelssläkt från Brehna. Orten nämns 28 december 1216 för första gången i en urkund och 1265 betecknas den som civitas (stad). Under 1300-talet tillhörde Jessen ätten Askanien. Efter att den lokala släktgrenen slocknade övergick området till huset Wettin.
Större delar av staden förstördes under de krig som pågick i regionen, till exempel det Schmalkaldiska kriget och trettioåriga kriget.
Jessen ligger ungefär 25 km sydöst om Lutherstadt Wittenberg vid förbundsvägen B187. Staden har även järnvägsanslut med regionaltåg.

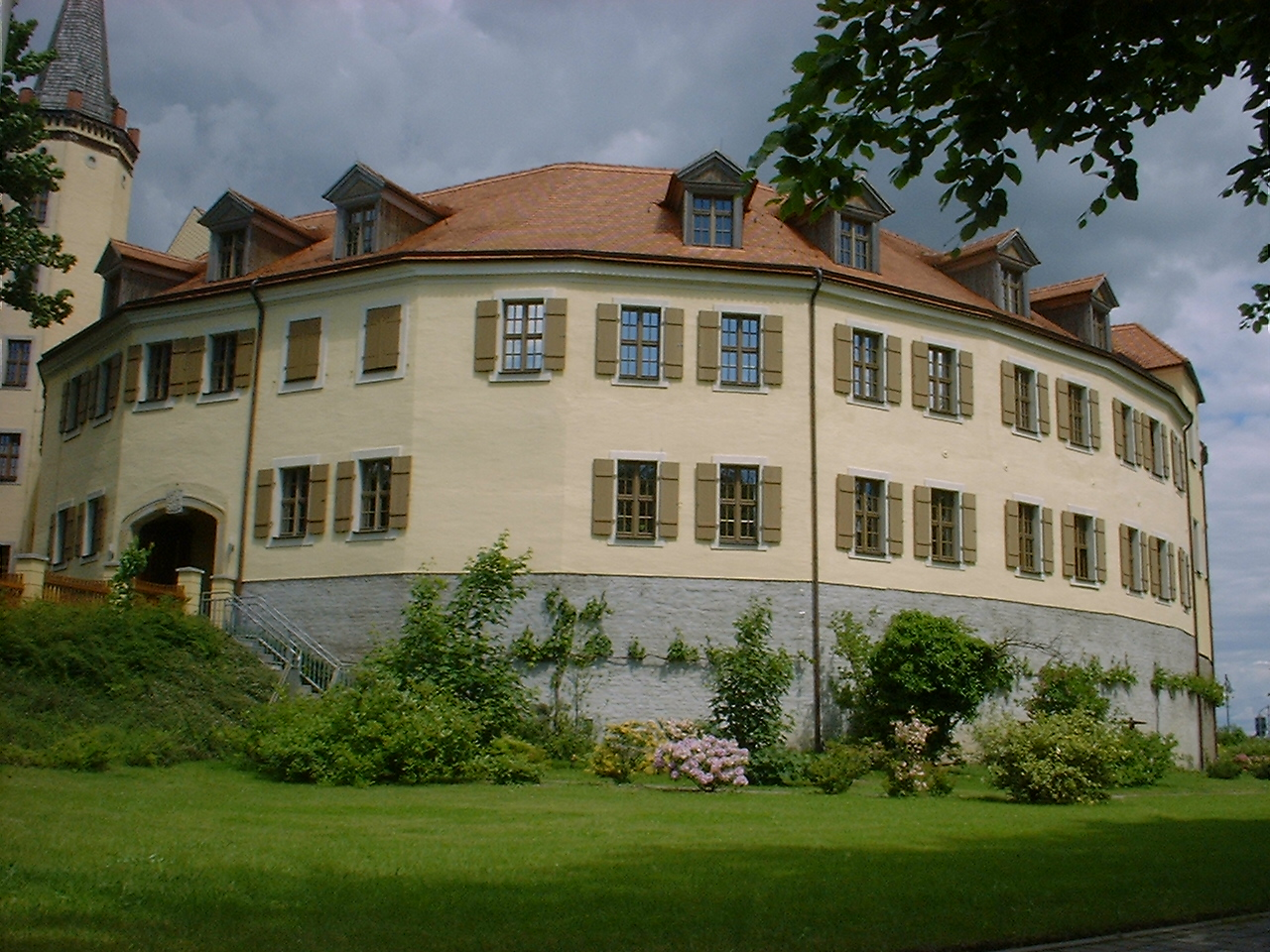
Slott i Jessen
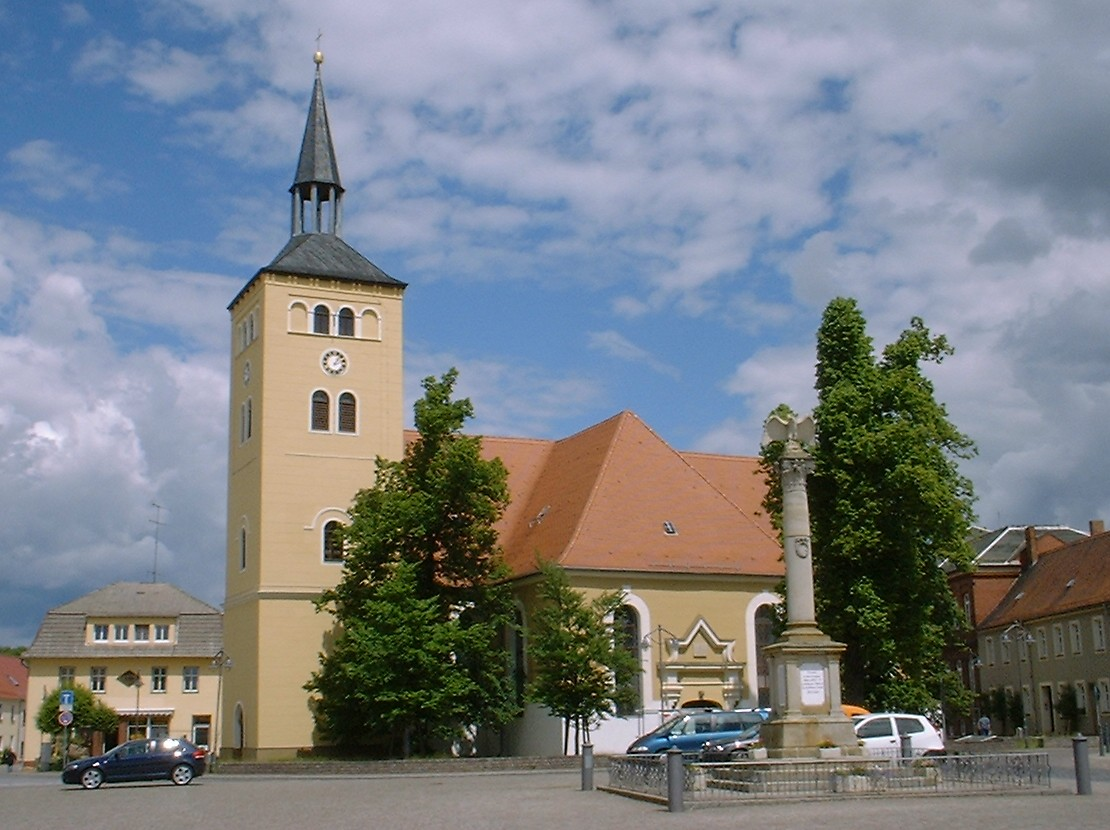
Kyrkan St. Nicolai
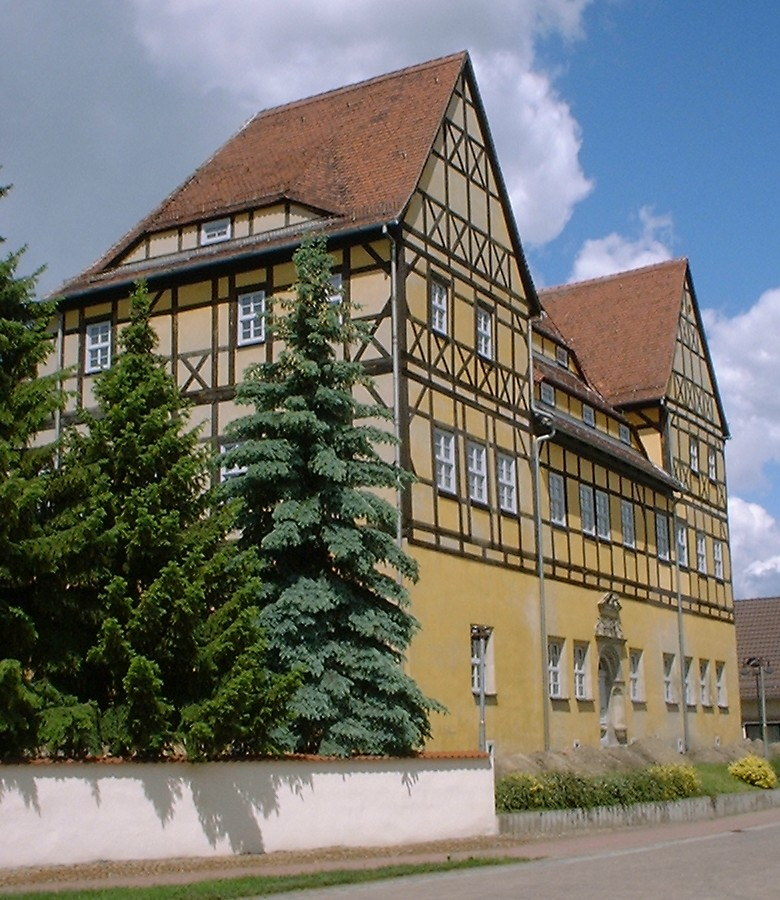
Hus i kommundelen Seyda
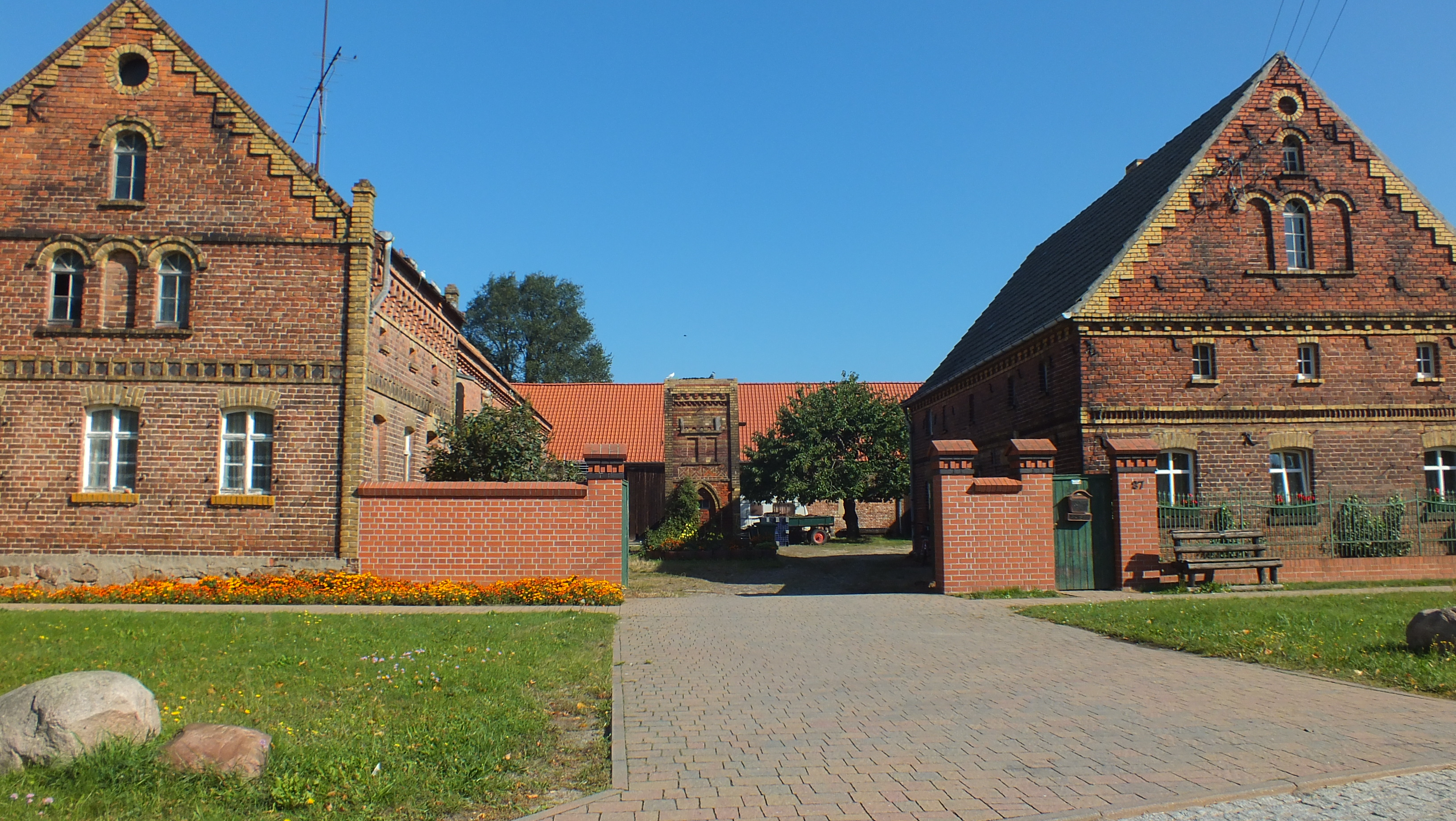
Gård i kommundelen Klossa